# Andrei Cojocari
Andrei Cojocari (ros. Андрей Кожокарь, Andriej Kożokari; ur. 21 stycznia 1987 w Kiszyniowie) – mołdawski piłkarz występujący na pozycji pomocnika w klubie Petrocub Hîncești oraz w reprezentacji Mołdawii.

## Kariera klubowa
Wychowanek klubu Zimbru Kiszyniów z rodzinnego Kiszyniowa, w którym przeszedł przez wszystkie szczeble juniorskie. Na początku 2005 roku włączono go w szeregi pierwszej drużyny. W lipcu 2006 roku zadebiutował w europejskich pucharach w dwumeczu z Qarabağ FK w kwalifikacjach Pucharu UEFA. W sezonie 2006/07 stał się graczem podstawowego składu, otrzymał od trenera Ivana Tabanova funkcję kapitana zespołu i wywalczył Puchar Mołdawii. W meczu finałowym przeciwko Nistru Otaci (1:0) zdobył w 89. minucie zwycięską bramkę dla swojego klubu. W latach 2005–2008 rozegrał dla Zimbru 92 spotkania w Divizia Națională, w których strzelił 4 gole. W połowie sezonu 2008/09 odmówił negocjacji w sprawie obniżenia wysokości zarobków i rozwiązał swój kontrakt.
W marcu 2009 roku przeszedł do FK Liepājas Metalurgs. 5 kwietnia zadebiutował w Virslīdze w wygranym 1:0 meczu przeciwko FC Tranzīts. W sezonie 2009 zanotował 25 ligowych występów, kończąc rozgrywki zdobyciem tytułu mistrzowskiego. W marcu 2010 roku został zawodnikiem CSCA-Rapid Kiszyniów, w którym spędził 3 miesiące. W czerwcu 2010 roku podpisał trzyletnią umowę z Dacią Kiszyniów. W sezonie 2010/11 wywalczył mistrzostwo kraju oraz Superpuchar Mołdawii 2011. W styczniu 2013 roku odbył testy w Irtyszu Pawłodar, jednak klub nie zdecydował się go zatrudnić. Latem 2013 roku jako wolny agent przeszedł do Zimbru Kiszyniów, gdzie pozostał na okres jednej rundy. W grudniu 2013 roku odbył testy w Lokomotivie Taszkent, prowadzonym przez Hakima Fuzajlowa. Miesiąc później podpisał z tym klubem roczny kontrakt. Zadebiutował w meczu II rundy eliminacji do Ligi Mistrzów AFC 2014, w której jego zespół odpadł z Al Kuwait SC (1:3). W czerwcu 2014 roku, po rozegraniu przez niego 5 spotkań w Oʻzbekiston PFL, jego umowa została rozwiązana za porozumieniem stron.
Latem 2014 roku Cojocari został graczem Milsami Orgiejów. W sezonie 2014/15 wywalczył mistrzostwo Mołdawii, będące pierwszym w historii tego klubu i jednocześnie pierwszym tytułem mistrzowskim zdobytym przez drużynę spoza Kiszyniowa lub Tyraspolu. W kwalifikacjach Ligi Mistrzów 2015/16 jego zespół wyeliminował Łudogorec Razgrad, odpadając w następnej rundzie w dwumeczu ze Skënderbeu Korcza. W sezonie 2017/18 zdobył z Milsami Puchar Mołdawii, po wygranej 2:0 w finale z Zimbru Kiszyniów. Ogółem w latach 2014–2018 rozegrał w barwach tego klubu 111 ligowych spotkań i zdobył 5 bramek. W marcu 2019 roku przeszedł do Zimbru Kiszyniów, gdzie otrzymał opaskę kapitana zespołu. W lipcu 2019 roku został zawodnikiem Petrocubu Hîncești.

## Kariera reprezentacyjna

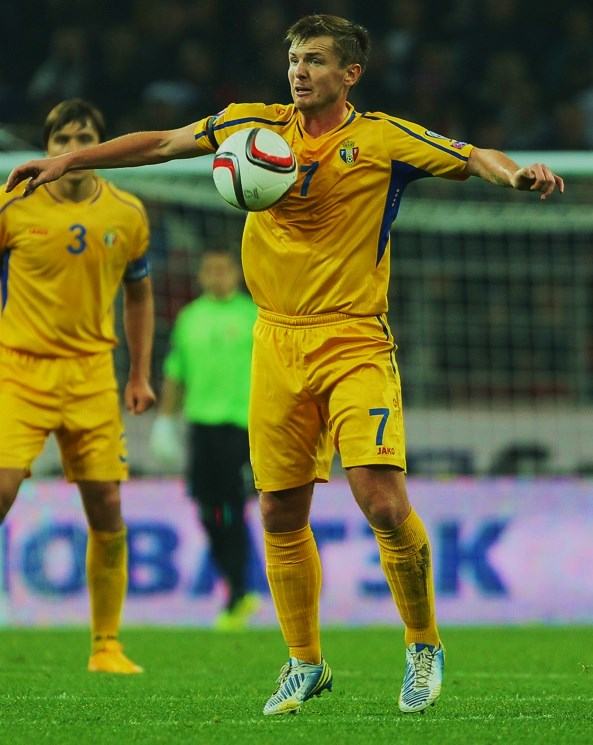
Andrei Cojocari w barwach reprezentacji Mołdawii (2014)

W 2005 roku zaliczył 3 spotkania w reprezentacji Mołdawii U-19 w turnieju kwalifikacyjnym do Mistrzostw Europy 2006. W latach 2007–2008 występował w kadrze U-21, z którą wziął udział w eliminacjach Mistrzostw Europy 2009.
28 marca 2007 roku zadebiutował w seniorskiej reprezentacji Mołdawii w przegranym 0:2 spotkaniu przeciwko Węgrom w ramach eliminacji Mistrzostw Europy 2008. W maju 2010 roku zdobył pierwszą bramkę dla drużyny narodowej w towarzyskim meczu z Azerbejdżanem (1:1) w Seekirchen am Wallersee.

### Bramki w reprezentacji
| LP | Data             | Miejsce                                   | Przeciwnik  | Bramka | Rezultat | Ranga meczu     |
| -- | ---------------- | ----------------------------------------- | ----------- | ------ | -------- | --------------- |
| 1. | 26 maja 2010     | Sportzentrum Aug, Seekirchen am Wallersee | Azerbejdżan | 1:1    | 1:1      | Mecz towarzyski |
| 2. | 17 stycznia 2017 | Jassim Bin Hamad Stadium, Doha            | Katar       | 1:1    | 1:1      | Mecz towarzyski |

## Sukcesy
Dacia Kiszyniów
- mistrzostwo Mołdawii: 2010/11
- Superpuchar Mołdawii: 2011

FK Liepājas Metalurgs
- mistrzostwo Łotwy: 2009

Milsami Orgiejów
- mistrzostwo Mołdawii: 2014/15
- Puchar Mołdawii: 2017/18

Zimbru Kiszyniów
- Puchar Mołdawii: 2006/07